# Сарибастау (Кербулацький район)
Сарибаста́у (каз. Сарыбастау) — село у складі Кербулацького району Жетисуської області Казахстану. Адміністративний центр Сарибастауського сільського округу.
Населення — 994 особи (2021; 677 у 2009, 1078 у 1999, 1853 у 1989).